# Kiddy Grade
Kiddy grade é um anime japonês de ficção científica de 24 episódios, criado pelo estúdio Gonzo Digimation e transmitido pela primeira vez no Japão de Outubro de 2002 a Março de 2003, na Fuji Television. A música é de Shirou Hamaguchi.

## Sinopse
O G.O.T.T. (Galactic Organization of Trade and Tariffs) é uma organização comercial interplanetária. Possui uma pequena unidade de choque, os E.S., cujos membros possuem poderes especiais e estão encarregados de missóes secretas e/ou perigosas. A história centra-se nos membros Éclair e Lumière.

## Personagens
- Personagens principais
  - Eclair
  - Lumière

- outros membros do G.O.T.T.
  - Armbrust
  - Eclipse
  - Mercredi
  - Alv
  - Dvergr
  - Tweedledee
  - Tweedledum
  - Cesário
  - Viola
  - Un-no
  - Un-oh
  - Sinistra
  - Dextera

## Seiyu
- Dextera - Hirotaka Suzuoki

## Episódios
1. Depth / Space
2. Tight / Bind
3. Prisoner / Escort
4. High / Speed
5. Day / Off
6. Twin / Star
7. Trial / Child
8. Forbidden / Instrument
9. Mirage / Snare
10. Rebirth / Slave
11. Set / Free
12. Frozen / Life
13. Conflict / Destiny
14. Steel / Heart
15. Break / Down
16. Look / Back
17. Phantasm / Reborn
18. Unmasked / Face
19. Take / Revenge
20. Lost / Days
21. Nouvlesse / Ark (Arca Nouvlesse)
22. Demolition / Titan
23. Annihilation / Zero
24. As Time Goes By